# Kamiji Yusuke
Kamiji Yusuke (上地 雄輔) sinh ngày 18 tháng 4 năm 1979 tại Yokosuka, Kanagawa Prefecture, Nhật Bản là một ca sĩ, nhạc sĩ và diễn viên người Nhật Bản. Trong giới âm nhạc, anh được biết đến với cái tên Yusuke (遊助 Yūsuke).

## Tiểu sử
Yusuke sinh tại Yokosuka, Kanagawa Prefecture, Nhật Bản và học cấp ba tại trường Trung học Yokohama Senior. Tại trường trung học, anh dự định sẽ vào một trường đại học thể thao nhưng đã phải từ bỏ vì chấn thương ở khuỷu tay. Anh ra mắt lần đầu trong loạt drama "LXIXVXE" trên TBS năm 1999.
Cùng với hai người bạn ở Quiz! Hexagon II là Takeshi Tsuruno và Naoki Nokubo, Kamiji Yusuke đã thành lập một ban nhạc có tên Shuchishin và biểu diễn trên kênh Hexagon II được một năm trước khi nhóm tan rã. Từ đó, Yusuke đã tự sản xuất và phát hành âm nhạc dưới tên Yusuke (遊助, khác với Yusuke trong cái tên Kamiji Yusuke). Cả ba đĩa đơn của anh đều dành một vị trí trong bảng xếp hạng 2009, trong đó "Himawari" xếp vị trí thứ 8.
Năm 2008, trang blog của Yusuke đã được Sách Kỷ lục Guinness Thế giới chính thức công nhận là trang blog có nhiều người xem nhất trong khoảng thời gian 24 giờ.

## Danh sách các phim và đĩa hát

### Phim truyền hình
- Tobo Bengoshi (2010)
- Gyne (2009)
- Binbo Man (2008)
- Rookies (2008)
- Scrap Teacher (2008)
- Celeb and Binbo Taro (2008)
- Gokusen 1 (2002)

### Phim điện ảnh
- Crows Zero (2007)
- Crows Zero 2 (2009)

### Đĩa đơn
1. "Himawari" (ひまわり?) - 11 tháng 3 năm 2009
2. "Tanpopo/Kaizokusen/Sono Kobushi" (たんぽぽ／海賊船／其の拳?) - 24 tháng 6 năm 2009
3. "Ichō" (いちょう?) - 4 tháng 11 năm 2009
4. "Lion" (ライオン?) - 10 tháng 3 năm 2010
5. "Mitsubachi" (ミツバチ?) - 28 tháng 7 năm 2010
6. "Hito" (ひと?) - 10 tháng 11 năm 2010
7. "Zenbu Suki." (全部好き。?) - 20 tháng 7 năm 2011
8. "Otakebi" (雄叫び?)

### Album
1. Ano.. Konnan Dekimashita Kedo. (あの・・こんなんできましたケド。?) - 16 tháng 12 năm 2009
2. Ano.. Yume Motemasu Kedo. (あの・・夢もてますケド。?) - 2 tháng 2 năm 2011